# Eugenio Colombini
Eugenio Colombini (* 16. Januar 1992) ist ein ehemaliger san-marinesischer Fußballspieler.

## Karriere

### Im Verein
Colombini spielte von 2010 bis 2018 für AC Juvenes/Dogana.

### Nationalmannschaft
Er spielte für die U-19 und die U-21 San Marinos, bei der U-21 ist er momentan der Kapitän. Am 8. Juni 2014 bestritt er sein erstes Spiel für die A-Nationalmannschaft bei einem Freundschaftsspiel gegen Albanien, er stand in der Startaufstellung und spielte durch. San Marino verlor das Spiel mit 0:3.